# Manchester United F.C. w sezonie 2023/2024
Sezon 2023/24 był dla Manchesteru United 32. sezonem w Premier League i 49. sezonem z rzędu w najwyższej klasie rozgrywkowej w Anglii.
Sezon rozpoczął się 14 sierpnia 2023 roku meczem przeciwko Wolverhampton Wanderers, wygranym przez Manchester United 1:0.
1 listopada 2023 roku Manchester United odpadł w 4. rundzie Puchar Ligi, przegrywając 0:3 z Newcastle United.
12 grudnia 2023 roku Manchester United odpadł z Ligi Mistrzów, zajmując ostatnie miejsce w grupie.
Sezon w Premier League Manchester United zakończył na 8. pozycji.
25 maja 2024 roku Manchester United wygrał Puchar Anglii, w finale pokonując 2:1 Manchester City.

## Mecze

### Przedsezonowe i towarzyskie
| Szczegóły meczu                                        | Wynik                                                     | Wynik                                | Wynik                      | Skład |
| ------------------------------------------------------ | --------------------------------------------------------- | ------------------------------------ | -------------------------- | --- |
| 12 lipca 2023, 17:00 Ullevaal Stadion 21 021 widzów    | Leeds United                                              | 0 – 2                                | Manchester United          | Heaton (46' Kovář), Wan-Bissaka (46' Jurado), Martínez (46' Fish), Varane (46' Bennett), Fernandez (46' Williams), Mainoo (46' Gore), Mejbri (46' Hansen-Aaröen), Mount (46' Savage), Diallo (46' Emeran), Sancho (46' Hugill), Forson (46' Shoretire)         |
| 12 lipca 2023, 17:00 Ullevaal Stadion 21 021 widzów    |                                                           | Noam Emeran 67' Joe Hugill 81'       |                            | Heaton (46' Kovář), Wan-Bissaka (46' Jurado), Martínez (46' Fish), Varane (46' Bennett), Fernandez (46' Williams), Mainoo (46' Gore), Mejbri (46' Hansen-Aaröen), Mount (46' Savage), Diallo (46' Emeran), Sancho (46' Hugill), Forson (46' Shoretire)         |
| 19 lipca 2023, 15:00 Murrayfield Stadium 48 484 widzów | Olympique Lyon                                            | 0 – 1                                | Manchester United          | Kovář, Wan-Bissaka (46' Jurado), Varane (46' Fish), Martínez (46' Evans), Fernandez (46' Williams), Mejbri (46' Gore), Mainoo (46' Fred), Antony (46' Forson), Diallo (46' Hansen-Aaröen), Sancho (46' van de Beek), Mount (46' Hugill)                        |
| 19 lipca 2023, 15:00 Murrayfield Stadium 48 484 widzów |                                                           | Donny van de Beek 49'                |                            | Kovář, Wan-Bissaka (46' Jurado), Varane (46' Fish), Martínez (46' Evans), Fernandez (46' Williams), Mejbri (46' Gore), Mainoo (46' Fred), Antony (46' Forson), Diallo (46' Hansen-Aaröen), Sancho (46' van de Beek), Mount (46' Hugill)                        |
| 22 lipca 2023, 23:00 MetLife Stadium 82 262 widzów     | Arsenal                                                   | 0 – 2 (3-5 po r.k.)                  | Manchester United          | Heaton, Wan-Bissaka (46' Dalot), Varane (46' Maguire), Martínez (46' Lindelöf), Shaw (46' Williams), Mainoo (46' McTominay), Mount (46' Casemiro), Antony (46' Eriksen), Fernandes (46' Forson), Garnacho (46' Rashford), Sancho (46' Diallo {59' Pellistri})  |
| 22 lipca 2023, 23:00 MetLife Stadium 82 262 widzów     |                                                           | Bruno Fernandes 30' Jadon Sancho 37' |                            | Heaton, Wan-Bissaka (46' Dalot), Varane (46' Maguire), Martínez (46' Lindelöf), Shaw (46' Williams), Mainoo (46' McTominay), Mount (46' Casemiro), Antony (46' Eriksen), Fernandes (46' Forson), Garnacho (46' Rashford), Sancho (46' Diallo {59' Pellistri})  |
| 26 lipca 2023, 4:30 Snapdragon Stadium 34 248 widzów   | Wrexham                                                   | 3 – 1                                | Manchester United          | Bishop (46' Vítek), Jurado, Fish, Evans (74' Kambwala), Fernandez, Gore, Collyer (59' Aljofree), Hansen-Aaröen (59' Oyedele), Mejbri, Shoretire (67' Mejía), Hugill (67' McNeill)                                                                              |
| 26 lipca 2023, 4:30 Snapdragon Stadium 34 248 widzów   | 29' Elliot Lee 36' Aaron Hayden 68' Sam Dalby             |                                      | Marc Jurado 45+6'          | Bishop (46' Vítek), Jurado, Fish, Evans (74' Kambwala), Fernandez, Gore, Collyer (59' Aljofree), Hansen-Aaröen (59' Oyedele), Mejbri, Shoretire (67' Mejía), Hugill (67' McNeill)                                                                              |
| 27 lipca 2023, 2:30 NRG Stadium 67 801 widzów          | Real Madryt                                               | 2 – 0                                | Manchester United          | Onana, Wan-Bissaka (62' Dalot), Varane (62' Lindelöf), Martínez (62' Maguire), Shaw (62' Williams), Casemiro (62' McTominay), Mainoo (7' Eriksen {62' van de Beek}), Mount (62' Antony), Fernandes, Garnacho (62' Pellistri), Rashford (62' Sancho)            |
| 27 lipca 2023, 2:30 NRG Stadium 67 801 widzów          | 6' Jude Bellingham 89' Joselu                             |                                      |                            | Onana, Wan-Bissaka (62' Dalot), Varane (62' Lindelöf), Martínez (62' Maguire), Shaw (62' Williams), Casemiro (62' McTominay), Mainoo (7' Eriksen {62' van de Beek}), Mount (62' Antony), Fernandes, Garnacho (62' Pellistri), Rashford (62' Sancho)            |
| 31 lipca 2023, 3:00 Allegiant Stadium 50 857 widzów    | Borussia Dortmund                                         | 3 – 2                                | Manchester United          | Heaton (46' Onana), Dalot (61' Wan-Bissaka), Lindelöf (61' Martínez), Maguire (61' Evans), Williams (61' Shaw), Eriksen (61' Mount), McTominay (61' Casemiro), Pellistri (61' Rashford), van de Beek (61' Fernandes), Forson (37' Antony), Sancho (77' Hugill) |
| 31 lipca 2023, 3:00 Allegiant Stadium 50 857 widzów    | 43' Donyell Malen 44' Donyell Malen 71' Youssoufa Moukoko |                                      | Diogo Dalot 24' Antony 52' | Heaton (46' Onana), Dalot (61' Wan-Bissaka), Lindelöf (61' Martínez), Maguire (61' Evans), Williams (61' Shaw), Eriksen (61' Mount), McTominay (61' Casemiro), Pellistri (61' Rashford), van de Beek (61' Fernandes), Forson (37' Antony), Sancho (77' Hugill) |
| 5 sierpnia 2023, 13:45 Old Trafford 57 802 widzów      | Manchester United                                         | 3 – 1                                | RC Lens                    | Onana, Dalot, Varane, Martínez, Shaw, Casemiro, Fernandes, Antony (81' Forson), Mount, Garnacho (68' Sancho), Rashford |
| 5 sierpnia 2023, 13:45 Old Trafford 57 802 widzów      | 48' Marcus Rashford 53' Antony 58' Casemiro               |                                      | Florian Sotoca 23'         | Onana, Dalot, Varane, Martínez, Shaw, Casemiro, Fernandes, Antony (81' Forson), Mount, Garnacho (68' Sancho), Rashford |
| 6 sierpnia 2023, 17:00 Aviva Stadium 50 238 widzów     | Athletic Bilbao                                           | 1 – 1                                | Manchester United          | Heaton, Wan-Bissaka, Maguire, Lindelöf, Fernandez (64' Evans), Gore (80' Emeran), Eriksen, van de Beek (46' Mejbri), Pellistri, Sancho (64' Hugill), Forson |
| 6 sierpnia 2023, 17:00 Aviva Stadium 50 238 widzów     | 29' Nico Williams                                         |                                      | Facundo Pellistri 90+2'    | Heaton, Wan-Bissaka, Maguire, Lindelöf, Fernandez (64' Evans), Gore (80' Emeran), Eriksen, van de Beek (46' Mejbri), Pellistri, Sancho (64' Hugill), Forson |

### Premier League
| Szczegóły meczu                                                    | Wynik                                                                                  | Wynik                                                                | Wynik                                                                         | Skład |
| ------------------------------------------------------------------ | -------------------------------------------------------------------------------------- | -------------------------------------------------------------------- | ----------------------------------------------------------------------------- | --- |
| 14 sierpnia 2023, 21:00 Old Trafford 73 358 widzów                 | Manchester United                                                                      | 1 – 0                                                                | Wolverhampton Wanderers                                                       | Onana, Wan-Bissaka, Varane, Martínez (46' Lindelöf), Shaw, Casemiro, Mount (68' Eriksen), Antony (77' Pellistri), Fernandes, Garnacho (68' Sancho), Rashford (87' McTominay)       |
| 14 sierpnia 2023, 21:00 Old Trafford 73 358 widzów                 | 76' Raphaël Varane                                                                     |                                                                      |                                                                               | Onana, Wan-Bissaka, Varane, Martínez (46' Lindelöf), Shaw, Casemiro, Mount (68' Eriksen), Antony (77' Pellistri), Fernandes, Garnacho (68' Sancho), Rashford (87' McTominay)       |
| 19 sierpnia 2023, 18:30 Tottenham Hotspur Stadium 61 910 widzów    | Tottenham Hotspur                                                                      | 2 – 0                                                                | Manchester United                                                             | Onana, Wan-Bissaka (66' Dalot), Varane, Martínez, Shaw, Casemiro, Antony (66' Eriksen), Fernandes, Mount (84' Pellistri), Garnacho (66' Sancho), Rashford (84' Martial)            |
| 19 sierpnia 2023, 18:30 Tottenham Hotspur Stadium 61 910 widzów    | 49' Pape Matar Sarr 83' Lisandro Martínez (sam.)                                       |                                                                      |                                                                               | Onana, Wan-Bissaka (66' Dalot), Varane, Martínez, Shaw, Casemiro, Antony (66' Eriksen), Fernandes, Mount (84' Pellistri), Garnacho (66' Sancho), Rashford (84' Martial)            |
| 26 sierpnia 2023, 16:00 Old Trafford 73 595 widzów                 | Manchester United                                                                      | 3 – 2                                                                | Nottingham Forest                                                             | Onana, Wan-Bissaka, Varane (46' Lindelöf), Martínez, Dalot, Casemiro, Eriksen, Antony (85' McTominay), Fernandes, Rashford, Martial (60' Sancho)                                   |
| 26 sierpnia 2023, 16:00 Old Trafford 73 595 widzów                 | 17' Christian Eriksen 52' Casemiro 76' Bruno Fernandes (r.k.)                          |                                                                      | Taiwo Awoniyi 2' Willy Boly 4'                                                | Onana, Wan-Bissaka, Varane (46' Lindelöf), Martínez, Dalot, Casemiro, Eriksen, Antony (85' McTominay), Fernandes, Rashford, Martial (60' Sancho)                                   |
| 3 września 2023, 17:30 Emirates Stadium 60 192 widzów              | Arsenal                                                                                | 3 – 1                                                                | Manchester United                                                             | Onana, Wan-Bissaka, Lindelöf (85' Evans), Martínez (67' Maguire), Dalot, Casemiro, Eriksen, Antony (85' Garnacho), Fernandes, Rashford, Martial (67' Højlund)                      |
| 3 września 2023, 17:30 Emirates Stadium 60 192 widzów              | 28' Martin Ødegaard 90+6' Declan Rice 90+11' Gabriel Jesus                             |                                                                      | Marcus Rashford 27'                                                           | Onana, Wan-Bissaka, Lindelöf (85' Evans), Martínez (67' Maguire), Dalot, Casemiro, Eriksen, Antony (85' Garnacho), Fernandes, Rashford, Martial (67' Højlund)                      |
| 16 września 2023, 16:00 Old Trafford 73 592 widzów                 | Manchester United                                                                      | 1 – 3                                                                | Brighton & Hove Albion                                                        | Onana, Dalot, Lindelöf, Martínez (85' Wan-Bissaka), Reguilón (85' Garnacho), Casemiro (64' Mejbri), McTominay (85' Pellistri), Fernandes, Eriksen, Rashford, Højlund (64' Martial) |
| 16 września 2023, 16:00 Old Trafford 73 592 widzów                 | 73' Hannibal Mejbri                                                                    |                                                                      | Danny Welbeck 20' Pascal Groß 53' João Pedro Junqueira Jesus 71'              | Onana, Dalot, Lindelöf, Martínez (85' Wan-Bissaka), Reguilón (85' Garnacho), Casemiro (64' Mejbri), McTominay (85' Pellistri), Fernandes, Eriksen, Rashford, Højlund (64' Martial) |
| 23 września 2023, 21:00 Turf Moor 21 593 widzów                    | Burnley                                                                                | 0 – 1                                                                | Manchester United                                                             | Onana, Dalot, Lindelöf, Evans (89' Amrabat), Reguilón (79' Varane), McTominay, Casemiro, Mejbri, Fernandes, Højlund, Rashford                                                      |
| 23 września 2023, 21:00 Turf Moor 21 593 widzów                    |                                                                                        | Bruno Fernandes 45'                                                  |                                                                               | Onana, Dalot, Lindelöf, Evans (89' Amrabat), Reguilón (79' Varane), McTominay, Casemiro, Mejbri, Fernandes, Højlund, Rashford                                                      |
| 30 września 2023, 16:00 Old Trafford 73 428 widzów                 | Manchester United                                                                      | 0 – 1                                                                | Crystal Palace                                                                | Onana, Dalot, Lindelöf (87' van de Beek), Varane (87' Maguire), Amrabat, Mount (77' Eriksen), Casemiro, Pellistri (61' Garnacho), Fernandes, Rashford (77' Martial), Højlund       |
| 30 września 2023, 16:00 Old Trafford 73 428 widzów                 |                                                                                        | Joachim Andersen 25'                                                 |                                                                               | Onana, Dalot, Lindelöf (87' van de Beek), Varane (87' Maguire), Amrabat, Mount (77' Eriksen), Casemiro, Pellistri (61' Garnacho), Fernandes, Rashford (77' Martial), Højlund       |
| 7 października 2023, 16:00 Old Trafford 73 453 widzów              | Manchester United                                                                      | 2 – 1                                                                | Brentford                                                                     | Onana, Lindelöf (71' Martial), Evans, Maguire, Dalot, Casemiro (46' Eriksen), Amrabat (87' McTominay), Fernandes, Mount (62' Antony), Rashford (62' Garnacho), Højlund             |
| 7 października 2023, 16:00 Old Trafford 73 453 widzów              | 90+3' Scott McTominay 90+7' Scott McTominay                                            |                                                                      | Mathias Jensen 26'                                                            | Onana, Lindelöf (71' Martial), Evans, Maguire, Dalot, Casemiro (46' Eriksen), Amrabat (87' McTominay), Fernandes, Mount (62' Antony), Rashford (62' Garnacho), Højlund             |
| 21 października 2023, 21:00 Bramall Lane 31 543 widzów             | Sheffield United                                                                       | 1 – 2                                                                | Manchester United                                                             | Onana, Dalot, Maguire, Evans (84' Varane), Lindelöf, McTominay (64' Eriksen), Amrabat, Antony (64' Garnacho), Fernandes, Rashford (88' Mount), Højlund (64' Martial)               |
| 21 października 2023, 21:00 Bramall Lane 31 543 widzów             | 34' Oliver McBurnie (r.k.)                                                             |                                                                      | Scott McTominay 28' Diogo Dalot 77'                                           | Onana, Dalot, Maguire, Evans (84' Varane), Lindelöf, McTominay (64' Eriksen), Amrabat, Antony (64' Garnacho), Fernandes, Rashford (88' Mount), Højlund (64' Martial)               |
| 29 października 2023, 16:30 Old Trafford 73 502 widzów             | Manchester United                                                                      | 0 – 3                                                                | Manchester City                                                               | Onana, Lindelöf (73' Reguilón), Evans, Maguire, Dalot, Amrabat (46' Mount), McTominay, Eriksen (86' Antony), Fernandes, Højlund (73' Garnacho), Rashford (86' Martial)             |
| 29 października 2023, 16:30 Old Trafford 73 502 widzów             |                                                                                        | Erling Haaland 26' (r.k.) Erling Haaland 49' Phil Foden 80'          |                                                                               | Onana, Lindelöf (73' Reguilón), Evans, Maguire, Dalot, Amrabat (46' Mount), McTominay, Eriksen (86' Antony), Fernandes, Højlund (73' Garnacho), Rashford (86' Martial)             |
| 4 listopada 2023, 13:30 Craven Cottage 24 415 widzów               | Fulham                                                                                 | 0 – 1                                                                | Manchester United                                                             | Onana, Wan-Bissaka, Maguire, Evans, Dalot, McTominay, Eriksen (79' Mount), Antony (63' Pellistri), Fernandes, Garnacho (90' Varane), Højlund (79' Martial)                         |
| 4 listopada 2023, 13:30 Craven Cottage 24 415 widzów               |                                                                                        | Bruno Fernandes 90+1'                                                |                                                                               | Onana, Wan-Bissaka, Maguire, Evans, Dalot, McTominay, Eriksen (79' Mount), Antony (63' Pellistri), Fernandes, Garnacho (90' Varane), Højlund (79' Martial)                         |
| 11 listopada 2023, 16:00 Old Trafford 73 599 widzów                | Manchester United                                                                      | 1 – 0                                                                | Luton Town                                                                    | Onana, Dalot, Maguire, Lindelöf, Reguilón (79' Varane), McTominay, Eriksen (40' Mount), Fernandes, Rashford, Højlund (79' Martial), Garnacho (68' Antony)                          |
| 11 listopada 2023, 16:00 Old Trafford 73 599 widzów                | 59' Victor Lindelöf                                                                    |                                                                      |                                                                               | Onana, Dalot, Maguire, Lindelöf, Reguilón (79' Varane), McTominay, Eriksen (40' Mount), Fernandes, Rashford, Højlund (79' Martial), Garnacho (68' Antony)                          |
| 26 listopada 2023, 17:30 Goodison Park 39 257 widzów               | Everton                                                                                | 0 – 3                                                                | Manchester United                                                             | Onana, Dalot, Lindelöf, Maguire, Shaw (76' Wan-Bissaka), McTominay, Mainoo (72' Amrabat), Rashford, Fernandes, Garnacho (72' Pellistri), Martial (84' Mejbri)                      |
| 26 listopada 2023, 17:30 Goodison Park 39 257 widzów               |                                                                                        | Alejandro Garnacho 3' Marcus Rashford 56' (r.k.) Anthony Martial 75' |                                                                               | Onana, Dalot, Lindelöf, Maguire, Shaw (76' Wan-Bissaka), McTominay, Mainoo (72' Amrabat), Rashford, Fernandes, Garnacho (72' Pellistri), Martial (84' Mejbri)                      |
| 2 grudnia 2023, 21:00 St James’ Park 52 214 widzów                 | Newcastle United                                                                       | 1 – 0                                                                | Manchester United                                                             | Onana, Wan-Bissaka (80' Reguilón), Maguire, Shaw, Dalot, Mainoo (80' Amrabat), McTominay, Rashford (61' Antony), Fernandes, Garnacho, Martial (61' Højlund)                        |
| 2 grudnia 2023, 21:00 St James’ Park 52 214 widzów                 | 55' Anthony Gordon                                                                     |                                                                      |                                                                               | Onana, Wan-Bissaka (80' Reguilón), Maguire, Shaw, Dalot, Mainoo (80' Amrabat), McTominay, Rashford (61' Antony), Fernandes, Garnacho, Martial (61' Højlund)                        |
| 6 grudnia 2023, 21:15 Old Trafford 73 607 widzów                   | Manchester United                                                                      | 2 – 1                                                                | Chelsea                                                                       | Onana, Dalot, Lindelöf (46' Reguilón), Maguire, Shaw, Amrabat, McTominay, Fernandes, Garnacho (90' Evans), Antony, Højlund (84' Rashford)                                          |
| 6 grudnia 2023, 21:15 Old Trafford 73 607 widzów                   | 19' Scott McTominay 69' Scott McTominay                                                |                                                                      | Cole Palmer 45'                                                               | Onana, Dalot, Lindelöf (46' Reguilón), Maguire, Shaw, Amrabat, McTominay, Fernandes, Garnacho (90' Evans), Antony, Højlund (84' Rashford)                                          |
| 9 grudnia 2023, 16:00 Old Trafford 73 427 widzów                   | Manchester United                                                                      | 0 – 3                                                                | Bournemouth                                                                   | Onana, Dalot, Maguire, Shaw (79' Evans), Reguilón, Amrabat, McTominay, Fernandes, Antony (79' Pellistri), Garnacho (79' Rashford), Martial (56' Højlund)                           |
| 9 grudnia 2023, 16:00 Old Trafford 73 427 widzów                   |                                                                                        | Dominic Solanke 5' Philip Billing 68' Marcos Senesi 73'              |                                                                               | Onana, Dalot, Maguire, Shaw (79' Evans), Reguilón, Amrabat, McTominay, Fernandes, Antony (79' Pellistri), Garnacho (79' Rashford), Martial (56' Højlund)                           |
| 17 grudnia 2023, 17:30 Anfield 57 158 widzów                       | Liverpool                                                                              | 0 – 0                                                                | Manchester United                                                             | Onana, Dalot, Varane, Evans, Shaw, McTominay, Amrabat, Mainoo (82' Mejbri), Antony (82' Pellistri), Højlund, Garnacho (71' Rashford)                                               |
| 17 grudnia 2023, 17:30 Anfield 57 158 widzów                       |                                                                                        |                                                                      |                                                                               | Onana, Dalot, Varane, Evans, Shaw, McTominay, Amrabat, Mainoo (82' Mejbri), Antony (82' Pellistri), Højlund, Garnacho (71' Rashford)                                               |
| 23 grudnia 2023, 13:30 Stadion Olimpijski w Londynie 64 472 widzów | West Ham United                                                                        | 2 – 0                                                                | Manchester United                                                             | Onana, Wan-Bissaka, Kambwala (84' Reguilón), Evans, Shaw, Mainoo, McTominay, Antony (73' Pellistri), Fernandes, Garnacho (84' Eriksen), Højlund (57' Rashford)                     |
| 23 grudnia 2023, 13:30 Stadion Olimpijski w Londynie 64 472 widzów | 72' Jarrod Bowen 78' Mohammed Kudus                                                    |                                                                      |                                                                               | Onana, Wan-Bissaka, Kambwala (84' Reguilón), Evans, Shaw, Mainoo, McTominay, Antony (73' Pellistri), Fernandes, Garnacho (84' Eriksen), Højlund (57' Rashford)                     |
| 26 grudnia 2023, 21:00 Old Trafford 73 574 widzów                  | Manchester United                                                                      | 3 – 2                                                                | Aston Villa                                                                   | Onana, Wan-Bissaka, Varane, Evans, Dalot, Mainoo (80' McTominay), Eriksen (90' Gore), Rashford (80' Antony), Fernandes, Garnacho (90' Mejbri), Højlund (88' Kambwala)              |
| 26 grudnia 2023, 21:00 Old Trafford 73 574 widzów                  | 59' Alejandro Garnacho 71' Alejandro Garnacho 82' Rasmus Højlund                       |                                                                      | John McGinn 21' Leander Dendoncker 26'                                        | Onana, Wan-Bissaka, Varane, Evans, Dalot, Mainoo (80' McTominay), Eriksen (90' Gore), Rashford (80' Antony), Fernandes, Garnacho (90' Mejbri), Højlund (88' Kambwala)              |
| 30 grudnia 2023, 18:30 City Ground 29 529 widzów                   | Nottingham Forest                                                                      | 2 – 1                                                                | Manchester United                                                             | Onana, Wan-Bissaka (90' Reguilón), Varane, Evans, Dalot, Mainoo (46' McTominay), Eriksen, Antony (54' Diallo), Fernandes, Garnacho, Rashford                                       |
| 30 grudnia 2023, 18:30 City Ground 29 529 widzów                   | 64' Nicolás Domínguez 82' Morgan Gibbs-White                                           |                                                                      | Marcus Rashford 78'                                                           | Onana, Wan-Bissaka (90' Reguilón), Varane, Evans, Dalot, Mainoo (46' McTominay), Eriksen, Antony (54' Diallo), Fernandes, Garnacho, Rashford                                       |
| 14 stycznia 2024, 17:30 Old Trafford 73 489 widzów                 | Manchester United                                                                      | 2 – 2                                                                | Tottenham Hotspur                                                             | Onana, Wan-Bissaka, Varane, Evans (63' Martínez), Dalot, Eriksen (58' McTominay), Mainoo, Garnacho, Fernandes, Rashford (87' Antony), Højlund                                      |
| 14 stycznia 2024, 17:30 Old Trafford 73 489 widzów                 | 3' Rasmus Højlund 40' Marcus Rashford                                                  |                                                                      | Richarlison 19' Rodrigo Bentancur 46'                                         | Onana, Wan-Bissaka, Varane, Evans (63' Martínez), Dalot, Eriksen (58' McTominay), Mainoo, Garnacho, Fernandes, Rashford (87' Antony), Højlund                                      |
| 1 lutego 2024, 21:15 Molineux Stadium 31 641 widzów                | Wolverhampton Wanderers                                                                | 3 – 4                                                                | Manchester United                                                             | Onana, Dalot, Varane, Martínez (86' Maguire), Shaw, Casemiro (73' McTominay), Mainoo, Garnacho (90' Evans), Fernandes, Rashford (73' Antony), Højlund (86' Forson)                 |
| 1 lutego 2024, 21:15 Molineux Stadium 31 641 widzów                | 71' Pablo Sarabia (r.k.) 85' Max Kilman 90+5' Pedro Neto                               |                                                                      | Marcus Rashford 5' Rasmus Højlund 22' Scott McTominay 75' Kobbie Mainoo 90+7' | Onana, Dalot, Varane, Martínez (86' Maguire), Shaw, Casemiro (73' McTominay), Mainoo, Garnacho (90' Evans), Fernandes, Rashford (73' Antony), Højlund (86' Forson)                 |
| 4 lutego 2024, 15:00 Old Trafford 73 612 widzów                    | Manchester United                                                                      | 3 – 0                                                                | West Ham United                                                               | Onana, Dalot, Maguire, Martínez (71' Varane), Shaw (87' Lindelöf), Casemiro, Mainoo (64' McTominay), Garnacho, Fernandes, Rashford, Højlund (87' Antony)                           |
| 4 lutego 2024, 15:00 Old Trafford 73 612 widzów                    | 23' Rasmus Højlund 49' Alejandro Garnacho 84' Alejandro Garnacho                       |                                                                      |                                                                               | Onana, Dalot, Maguire, Martínez (71' Varane), Shaw (87' Lindelöf), Casemiro, Mainoo (64' McTominay), Garnacho, Fernandes, Rashford, Højlund (87' Antony)                           |
| 11 lutego 2024, 17:30 Villa Park 42 185 widzów                     | Aston Villa                                                                            | 1 – 2                                                                | Manchester United                                                             | Onana, Dalot, Maguire, Varane, Shaw (46' Lindelöf), Mainoo (90' Amrabat), Casemiro, Garnacho, Fernandes, Rashford (73' McTominay), Højlund (90' Evans)                             |
| 11 lutego 2024, 17:30 Villa Park 42 185 widzów                     | 67' Douglas Luiz                                                                       |                                                                      | Rasmus Højlund 17' Scott McTominay 86'                                        | Onana, Dalot, Maguire, Varane, Shaw (46' Lindelöf), Mainoo (90' Amrabat), Casemiro, Garnacho, Fernandes, Rashford (73' McTominay), Højlund (90' Evans)                             |
| 18 lutego 2024, 17:30 Kenilworth Road 11 483 widzów                | Luton Town                                                                             | 1 – 2                                                                | Manchester United                                                             | Onana, Dalot, Varane, Maguire (46' Evans), Shaw (45' Lindelöf), Mainoo, Casemiro (46' McTominay), Garnacho, Fernandes, Rashford, Højlund (86' Amrabat)                             |
| 18 lutego 2024, 17:30 Kenilworth Road 11 483 widzów                | 14' Carlton Morris                                                                     |                                                                      | Rasmus Højlund 1' Rasmus Højlund 7'                                           | Onana, Dalot, Varane, Maguire (46' Evans), Shaw (45' Lindelöf), Mainoo, Casemiro (46' McTominay), Garnacho, Fernandes, Rashford, Højlund (86' Amrabat)                             |
| 24 lutego 2024, 16:00 Old Trafford 73 487 widzów                   | Manchester United                                                                      | 1 – 2                                                                | Fulham                                                                        | Onana, Dalot, Varane, Maguire, Lindelöf (90' Antony), Casemiro (54' McTominay), Mainoo (80' Diallo), Garnacho, Fernandes, Rashford, Forson (54' Eriksen)                           |
| 24 lutego 2024, 16:00 Old Trafford 73 487 widzów                   | 89' Harry Maguire                                                                      |                                                                      | Calvin Bassey 65' Alex Iwobi 90+7'                                            | Onana, Dalot, Varane, Maguire, Lindelöf (90' Antony), Casemiro (54' McTominay), Mainoo (80' Diallo), Garnacho, Fernandes, Rashford, Forson (54' Eriksen)                           |
| 3 marca 2024, 16:30 Etihad Stadium 55 097 widzów                   | Manchester City                                                                        | 3 – 1                                                                | Manchester United                                                             | Onana, Dalot, Varane, Evans (69' Kambwala), Lindelöf, Mainoo (82' Amrabat), Casemiro, McTominay, Fernandes, Garnacho (82' Forson), Rashford (74' Antony)                           |
| 3 marca 2024, 16:30 Etihad Stadium 55 097 widzów                   | 56' Phil Foden 80' Phil Foden 90+1' Erling Haaland                                     |                                                                      | Marcus Rashford 8'                                                            | Onana, Dalot, Varane, Evans (69' Kambwala), Lindelöf, Mainoo (82' Amrabat), Casemiro, McTominay, Fernandes, Garnacho (82' Forson), Rashford (74' Antony)                           |
| 9 marca 2024, 13:30 Old Trafford 73 601 widzów                     | Manchester United                                                                      | 2 – 0                                                                | Everton                                                                       | Onana, Dalot, Varane, Evans (89' Kambwala), Lindelöf, Mainoo (78' Amrabat), Casemiro, McTominay, Fernandes, Garnacho (83' Antony), Rashford                                        |
| 9 marca 2024, 13:30 Old Trafford 73 601 widzów                     | 12' Bruno Fernandes (r.k.) 36' Marcus Rashford (r.k.)                                  |                                                                      |                                                                               | Onana, Dalot, Varane, Evans (89' Kambwala), Lindelöf, Mainoo (78' Amrabat), Casemiro, McTominay, Fernandes, Garnacho (83' Antony), Rashford                                        |
| 30 marca 2024, 21:00 Brentford Community Stadium 17 138 widzów     | Brentford                                                                              | 1 – 1                                                                | Manchester United                                                             | Onana, Wan-Bissaka, Varane (46' Maguire), Lindelöf (69' Martínez), Dalot, McTominay, Mainoo (80' Casemiro), Garnacho (59' Antony), Fernandes, Rashford (80' Mount), Højlund        |
| 30 marca 2024, 21:00 Brentford Community Stadium 17 138 widzów     | 90+9' Kristoffer Ajer                                                                  |                                                                      | Mason Mount 90+6'                                                             | Onana, Wan-Bissaka, Varane (46' Maguire), Lindelöf (69' Martínez), Dalot, McTominay, Mainoo (80' Casemiro), Garnacho (59' Antony), Fernandes, Rashford (80' Mount), Højlund        |
| 4 kwietnia 2024, 21:15 Stamford Bridge 39 694 widzów               | Chelsea                                                                                | 4 – 3                                                                | Manchester United                                                             | Onana, Dalot, Varane (46' Evans {65' Kambwala}), Maguire, Wan-Bissaka, Mainoo, Casemiro (75' McTominay), Antony, Fernandes, Garnacho (85' Mount), Højlund (65' Rashford)           |
| 4 kwietnia 2024, 21:15 Stamford Bridge 39 694 widzów               | 4' Conor Gallagher 19' Cole Palmer (r.k.) 90+10' Cole Palmer (r.k.) 90+11' Cole Palmer |                                                                      | Alejandro Garnacho 34' Bruno Fernandes 39' Alejandro Garnacho 67'             | Onana, Dalot, Varane (46' Evans {65' Kambwala}), Maguire, Wan-Bissaka, Mainoo, Casemiro (75' McTominay), Antony, Fernandes, Garnacho (85' Mount), Højlund (65' Rashford)           |
| 7 kwietnia 2024, 16:30 Old Trafford 73 522 widzów                  | Manchester United                                                                      | 2 – 2                                                                | Liverpool                                                                     | Onana, Dalot, Kambwala, Maguire, Wan-Bissaka, Mainoo (85' Mount), Casemiro, Garnacho (80' Amrabat), Fernandes, Rashford (66' Antony), Højlund                                      |
| 7 kwietnia 2024, 16:30 Old Trafford 73 522 widzów                  | 50' Bruno Fernandes 67' Kobbie Mainoo                                                  |                                                                      | Luis Díaz 23' Mohamed Salah 84' (r.k.)                                        | Onana, Dalot, Kambwala, Maguire, Wan-Bissaka, Mainoo (85' Mount), Casemiro, Garnacho (80' Amrabat), Fernandes, Rashford (66' Antony), Højlund                                      |
| 13 kwietnia 2024, 18:30 Vitality Stadium 11 229 widzów             | Bournemouth                                                                            | 2 – 2                                                                | Manchester United                                                             | Onana, Dalot, Kambwala, Maguire, Wan-Bissaka, Mainoo (78' Mount), Casemiro, Garnacho (46' Diallo), Fernandes, Rashford, Højlund                                                    |
| 13 kwietnia 2024, 18:30 Vitality Stadium 11 229 widzów             | 16' Dominic Solanke 36' Justin Kluivert                                                |                                                                      | Bruno Fernandes 31' Bruno Fernandes 65' (r.k.)                                | Onana, Dalot, Kambwala, Maguire, Wan-Bissaka, Mainoo (78' Mount), Casemiro, Garnacho (46' Diallo), Fernandes, Rashford, Højlund                                                    |
| 24 kwietnia 2024, 21:00 Old Trafford 73 549 widzów                 | Manchester United                                                                      | 4 – 2                                                                | Sheffield United                                                              | Onana, Dalot, Casemiro, Maguire, Wan-Bissaka, Mainoo (90' Amrabat), Eriksen (64' McTominay), Antony (55' Diallo), Fernandes, Garnacho, Højlund (90' Wheatley)                      |
| 24 kwietnia 2024, 21:00 Old Trafford 73 549 widzów                 | 42' Harry Maguire 61' Bruno Fernandes (r.k.) 81' Bruno Fernandes 85' Rasmus Højlund    |                                                                      | Jayden Bogle 35' Ben Brereton Díaz 50'                                        | Onana, Dalot, Casemiro, Maguire, Wan-Bissaka, Mainoo (90' Amrabat), Eriksen (64' McTominay), Antony (55' Diallo), Fernandes, Garnacho, Højlund (90' Wheatley)                      |
| 27 kwietnia 2024, 16:00 Old Trafford 73 571 widzów                 | Manchester United                                                                      | 1 – 1                                                                | Burnley                                                                       | Onana, Wan-Bissaka, Maguire, Casemiro, Dalot, Mainoo (65' McTominay {90' Mount}), Eriksen (81' Amrabat), Antony, Fernandes, Garnacho, Højlund (65' Diallo)                         |
| 27 kwietnia 2024, 16:00 Old Trafford 73 571 widzów                 | 79' Antony                                                                             |                                                                      | Zeki Amdouni 87' (r.k.)                                                       | Onana, Wan-Bissaka, Maguire, Casemiro, Dalot, Mainoo (65' McTominay {90' Mount}), Eriksen (81' Amrabat), Antony, Fernandes, Garnacho, Højlund (65' Diallo)                         |
| 6 maja 2024, 21:00 Selhurst Park 25 190 widzów                     | Crystal Palace                                                                         | 4 – 0                                                                | Manchester United                                                             | Onana, Wan-Bissaka, Casemiro, Evans, Dalot, Mainoo, Eriksen, Antony (60' Amrabat), Mount (80' Diallo), Garnacho, Højlund (80' Wheatley)                                            |
| 6 maja 2024, 21:00 Selhurst Park 25 190 widzów                     | 12' Michael Olise 40' Jean-Philippe Mateta 58' Tyrick Mitchell 66' Michael Olise       |                                                                      |                                                                               | Onana, Wan-Bissaka, Casemiro, Evans, Dalot, Mainoo, Eriksen, Antony (60' Amrabat), Mount (80' Diallo), Garnacho, Højlund (80' Wheatley)                                            |
| 12 maja 2024, 17:30 Old Trafford 73 600 widzów                     | Manchester United                                                                      | 0 – 1                                                                | Arsenal                                                                       | Onana, Dalot, Casemiro, Evans (75' Kambwala), Wan-Bissaka (87' Forson), Amrabat (87' Eriksen), Mainoo, Diallo (70' Antony), McTominay, Garnacho, Højlund (87' Wheatley)            |
| 12 maja 2024, 17:30 Old Trafford 73 600 widzów                     |                                                                                        | Leandro Trossard 20'                                                 |                                                                               | Onana, Dalot, Casemiro, Evans (75' Kambwala), Wan-Bissaka (87' Forson), Amrabat (87' Eriksen), Mainoo, Diallo (70' Antony), McTominay, Garnacho, Højlund (87' Wheatley)            |
| 15 maja 2024, 21:00 Old Trafford 73 582 widzów                     | Manchester United                                                                      | 3 – 2                                                                | Newcastle United                                                              | Onana, Wan-Bissaka, Casemiro, Evans, Dalot, Mainoo (82' Martínez), Amrabat, Diallo (82' Højlund), McTominay, Garnacho (82' Rashford), Fernandes (89' Eriksen)                      |
| 15 maja 2024, 21:00 Old Trafford 73 582 widzów                     | 31' Kobbie Mainoo 57' Amad Diallo 84' Rasmus Højlund                                   |                                                                      | Anthony Gordon 49' Lewis Hall 90+2'                                           | Onana, Wan-Bissaka, Casemiro, Evans, Dalot, Mainoo (82' Martínez), Amrabat, Diallo (82' Højlund), McTominay, Garnacho (82' Rashford), Fernandes (89' Eriksen)                      |
| 19 maja 2024, 17:00 Falmer Stadium 31 662 widzów                   | Brighton & Hove Albion                                                                 | 0 – 2                                                                | Manchester United                                                             | Onana, Wan-Bissaka, Casemiro, Martínez (59' Evans), Dalot, Mainoo (75' Eriksen), Amrabat (69' Varane), McTominay, Diallo (75' Rashford), Fernandes (59' Højlund), Garnacho         |
| 19 maja 2024, 17:00 Falmer Stadium 31 662 widzów                   |                                                                                        | Diogo Dalot 73' Rasmus Højlund 88'                                   |                                                                               | Onana, Wan-Bissaka, Casemiro, Martínez (59' Evans), Dalot, Mainoo (75' Eriksen), Amrabat (69' Varane), McTominay, Diallo (75' Rashford), Fernandes (59' Højlund), Garnacho         |

| Kolejka  | 1 | 2  | 3 | 4  | 5  | 6 | 7  | 8  | 9 | 10 | 11 | 12 | 13 | 14 | 15 | 16 | 17 | 18 | 19 | 20 | 21 | 22 | 23 | 24 | 25 | 26 | 27 | 28 | 29 | 30 | 31 | 32 | 33 | 34 | 35 | 36 | 37 | 38 |
| Rezultat | W | P  | W | P  | P  | W | P  | W  | W | P  | W  | W  | W  | P  | W  | P  | R  | P  | W  | P  | R  | W  | W  | W  | W  | P  | P  | W  | R  | P  | R  | R  | W  | R  | P  | P  | W  | W  |
| Miejsce  | 5 | 12 | 8 | 11 | 13 | 9 | 10 | 10 | 8 | 8  | 8  | 6  | 6  | 7  | 6  | 6  | 7  | 8  | 7  | 8  | 8  | 7  | 6  | 6  | 6  | 6  | 6  | 6  | 6  | 6  | 6  | 7  | 6  | 6  | 8  | 8  | 8  | 8  |

| Lp. | Drużyna               | M  | Z  | R  | P  | B+ | B- | +/– | Pkt | Kwalifikacja lub spadek        |
| --- | --------------------- | -- | -- | -- | -- | -- | -- | --- | --- | ------------------------------ |
| 7   | Newcastle United      | 38 | 18 | 6  | 14 | 85 | 62 | +23 | 60  |                                |
| 8   | Manchester United (P) | 38 | 18 | 6  | 14 | 57 | 58 | −1  | 60  | Liga Europy UEFA • Faza ligowa |
| 9   | West Ham United       | 38 | 14 | 10 | 14 | 60 | 74 | −14 | 52  |                                |

1. ↑  Liverpool zajmuje miejsce premiowane grą w europejskich pucharach. Miejsce w Lidze Konferencji przyznane zwycięzcom Pucharu EFL zostanie przeniesione do najwyżej sklasyfikowanej drużyny Premier League, która nie zakwalifikuje się do europejskich rozgrywek (na 25 lutego jest to szósta pozycja).

### Puchar Anglii
| Szczegóły meczu                                              | Wynik                                                                  | Wynik                                      | Wynik                                                                | Skład |
| ------------------------------------------------------------ | ---------------------------------------------------------------------- | ------------------------------------------ | -------------------------------------------------------------------- | --- |
| 8 stycznia 2024, 21:15 DW Stadium 22 870 widzów, 3. runda    | Wigan Athletic                                                         | 0 – 2                                      | Manchester United                                                    | Onana, Wan-Bissaka, Varane, Evans, Dalot (83' Kambwala), Mainoo, McTominay, Garnacho (87' Pellistri), Fernandes, Rashford (90' Forson), Højlund (90' Mejbri)              |
| 8 stycznia 2024, 21:15 DW Stadium 22 870 widzów, 3. runda    |                                                                        | Diogo Dalot 22' Bruno Fernandes 74' (r.k.) |                                                                      | Onana, Wan-Bissaka, Varane, Evans, Dalot (83' Kambwala), Mainoo, McTominay, Garnacho (87' Pellistri), Fernandes, Rashford (90' Forson), Højlund (90' Mejbri)              |
| 28 stycznia 2024, 17:30 Rodney Parade 9 086 widzów, 4. runda | Newport County                                                         | 2 – 4                                      | Manchester United                                                    | Bayındır, Dalot, Varane (90' Evans), Martínez (88' Maguire), Shaw (81' Kambwala), Casemiro (81' McTominay), Mainoo, Antony (88' Forson), Fernandes, Garnacho, Højlund     |
| 28 stycznia 2024, 17:30 Rodney Parade 9 086 widzów, 4. runda | 36' Bryn Morris 48' Will Evans                                         |                                            | Bruno Fernandes 7' Kobbie Mainoo 13' Antony 68' Rasmus Højlund 90+4' | Bayındır, Dalot, Varane (90' Evans), Martínez (88' Maguire), Shaw (81' Kambwala), Casemiro (81' McTominay), Mainoo, Antony (88' Forson), Fernandes, Garnacho, Højlund     |
| 28 lutego 2024, 20:45 City Ground 28 665 widzów, 5. runda    | Nottingham Forest                                                      | 0 – 1                                      | Manchester United                                                    | Onana, Dalot, Varane, Lindelöf, Amrabat (90' Evans), Casemiro, McTominay (90' Mainoo), Antony (72' Diallo), Fernandes, Garnacho, Rashford                                 |
| 28 lutego 2024, 20:45 City Ground 28 665 widzów, 5. runda    |                                                                        | Casemiro 89'                               |                                                                      | Onana, Dalot, Varane, Lindelöf, Amrabat (90' Evans), Casemiro, McTominay (90' Mainoo), Antony (72' Diallo), Fernandes, Garnacho, Rashford                                 |
| 17 marca 2024, 16:30 Old Trafford 72 291 widzów, 1/4 finału  | Manchester United                                                      | 4 – 3                                      | Liverpool                                                            | Onana, Wan-Bissaka (71' Maguire), Varane (85' Diallo), Lindelöf (106' Mount), Dalot, Mainoo (79' Eriksen), McTominay, Garnacho, Fernandes, Rashford, Højlund (71' Antony) |
| 17 marca 2024, 16:30 Old Trafford 72 291 widzów, 1/4 finału  | 10' Scott McTominay 87' Antony 112' Marcus Rashford 120+1' Amad Diallo |                                            | Alexis Mac Allister 44' Mohamed Salah 45+2' Harvey Elliott 105'      | Onana, Wan-Bissaka (71' Maguire), Varane (85' Diallo), Lindelöf (106' Mount), Dalot, Mainoo (79' Eriksen), McTominay, Garnacho, Fernandes, Rashford, Højlund (71' Antony) |
| 21 kwietnia 2024, 16:30 Wembley 83 672 widzów, 1/2 finału    | Coventry City                                                          | 3 – 3 (2-4 po r.k.)                        | Manchester United                                                    | Onana, Dalot, Casemiro, Maguire, Wan-Bissaka, McTominay (103' Forson), Mainoo (72' Eriksen), Garnacho (66' Antony), Fernandes, Rashford (90' Diallo), Højlund             |
| 21 kwietnia 2024, 16:30 Wembley 83 672 widzów, 1/2 finału    | 71' Ellis Simms 79' Callum O'Hare 90+5' Haji Wright (r.k.)             |                                            | Scott McTominay 23' Harry Maguire 45+1' Bruno Fernandes 59'          | Onana, Dalot, Casemiro, Maguire, Wan-Bissaka, McTominay (103' Forson), Mainoo (72' Eriksen), Garnacho (66' Antony), Fernandes, Rashford (90' Diallo), Højlund             |
| 25 maja 2024, 16:00 Wembley 84 814 widzów, finał             | Manchester City                                                        | 1 – 2                                      | Manchester United                                                    | Onana, Dalot, Varane, Martínez (73' Evans), Wan-Bissaka, Amrabat, Mainoo, McTominay (90' Lindelöf), Garnacho (90' Mount), Fernandes, Rashford (73' Højlund)               |
| 25 maja 2024, 16:00 Wembley 84 814 widzów, finał             | 87' Jérémy Doku                                                        |                                            | Alejandro Garnacho 30' Kobbie Mainoo 39'                             | Onana, Dalot, Varane, Martínez (73' Evans), Wan-Bissaka, Amrabat, Mainoo, McTominay (90' Lindelöf), Garnacho (90' Mount), Fernandes, Rashford (73' Højlund)               |

### Puchar Ligi
| Szczegóły meczu                                              | Wynik                                                   | Wynik                                             | Wynik            | Skład |
| ------------------------------------------------------------ | ------------------------------------------------------- | ------------------------------------------------- | ---------------- | --- |
| 26 września 2023, 21:00 Old Trafford 72 842 widzów, 3. runda | Manchester United                                       | 3 – 0                                             | Crystal Palace   | Onana, Dalot, Varane (61' Evans), Maguire, Amrabat (61' Gore), Casemiro, Mejbri (71' van de Beek), Pellistri, Mount (46' Lindelöf), Garnacho, Martial (75' Højlund)        |
| 26 września 2023, 21:00 Old Trafford 72 842 widzów, 3. runda | 21' Alejandro Garnacho 27' Casemiro 55' Anthony Martial |                                                   |                  | Onana, Dalot, Varane (61' Evans), Maguire, Amrabat (61' Gore), Casemiro, Mejbri (71' van de Beek), Pellistri, Mount (46' Lindelöf), Garnacho, Martial (75' Højlund)        |
| 1 listopada 2023, 21:15 Old Trafford 72 484 widzów, 4. runda | Manchester United                                       | 0 – 3                                             | Newcastle United | Onana, Dalot (46' Wan-Bissaka), Lindelöf, Maguire, Reguilón, Mejbri (65' Fernandes), Casemiro (46' Amrabat), Antony, Mount, Garnacho (65' Rashford), Martial (65' Højlund) |
| 1 listopada 2023, 21:15 Old Trafford 72 484 widzów, 4. runda |                                                         | Miguel Almirón 29' Lewis Hall 36' Joe Willock 61' |                  | Onana, Dalot (46' Wan-Bissaka), Lindelöf, Maguire, Reguilón, Mejbri (65' Fernandes), Casemiro (46' Amrabat), Antony, Mount, Garnacho (65' Rashford), Martial (65' Højlund) |

### Liga Mistrzów
| Szczegóły meczu                                        | Wynik                                                                                     | Wynik              | Wynik                                                           | Skład |
| ------------------------------------------------------ | ----------------------------------------------------------------------------------------- | ------------------ | --------------------------------------------------------------- | --- |
| 20 września 2023, 21:00 Allianz Arena 75,000 widzów    | Bayern Monachium                                                                          | 4 – 3              | Manchester United                                               | Onana, Dalot, Lindelöf, Martínez, Reguilón, Casemiro, Eriksen (68' McTominay), Fernandes, Pellistri (80' Garnacho), Højlund (80' Martial), Rashford                   |
| 20 września 2023, 21:00 Allianz Arena 75,000 widzów    | 28' Leroy Sané 32' Serge Gnabry 53' Harry Kane (r.k.) 90+2' Mathys Tel                    |                    | Rasmus Højlund 49' Casemiro 88' Casemiro 90+5'                  | Onana, Dalot, Lindelöf, Martínez, Reguilón, Casemiro, Eriksen (68' McTominay), Fernandes, Pellistri (80' Garnacho), Højlund (80' Martial), Rashford                   |
| 3 października 2023, 21:00 Old Trafford 73 204 widzów  | Manchester United                                                                         | 2 – 3              | Galatasaray                                                     | Onana, Dalot, Lindelöf, Varane, Amrabat (89' Martial), Casemiro, Mount (85' Antony), Mejbri (46' Eriksen), Fernandes, Højlund, Rashford (68' Garnacho)                |
| 3 października 2023, 21:00 Old Trafford 73 204 widzów  | 17' Rasmus Højlund 67' Rasmus Højlund                                                     |                    | Wilfried Zaha 23' Kerem Aktürkoğlu 71' Mauro Icardi 81'         | Onana, Dalot, Lindelöf, Varane, Amrabat (89' Martial), Casemiro, Mount (85' Antony), Mejbri (46' Eriksen), Fernandes, Højlund, Rashford (68' Garnacho)                |
| 24 października 2023, 21:00 Old Trafford 73 249 widzów | Manchester United                                                                         | 1 – 0              | FC København                                                    | Onana, Dalot, Varane, Maguire, Reguilón (63' Lindelöf), Amrabat (46' Eriksen), McTominay, Antony (63' Garnacho), Fernandes, Rashford, Højlund (86' Martial)           |
| 24 października 2023, 21:00 Old Trafford 73 249 widzów | 72' Harry Maguire                                                                         |                    |                                                                 | Onana, Dalot, Varane, Maguire, Reguilón (63' Lindelöf), Amrabat (46' Eriksen), McTominay, Antony (63' Garnacho), Fernandes, Rashford, Højlund (86' Martial)           |
| 8 listopada 2023, 21:00 Parken 36 099 widzów           | FC København                                                                              | 4 – 3              | Manchester United                                               | Onana, Wan-Bissaka, Maguire, Evans (15' Varane), Dalot, Eriksen (46' Amrabat), McTominay, Garnacho, Fernandes, Rashford, Højlund (84' Mount)                          |
| 8 listopada 2023, 21:00 Parken 36 099 widzów           | 45' Mohamed Elyounoussi 45+9' Diogo Gonçalves (r.k.) 83' Lukas Lerager 88' Roony Bardghji |                    | Rasmus Højlund 3' Rasmus Højlund 28' Bruno Fernandes 69' (r.k.) | Onana, Wan-Bissaka, Maguire, Evans (15' Varane), Dalot, Eriksen (46' Amrabat), McTominay, Garnacho, Fernandes, Rashford, Højlund (84' Mount)                          |
| 29 listopada 2023, 18:45 Rams Park 51 733 widzów       | Galatasaray                                                                               | 3 – 3              | Manchester United                                               | Onana, Wan-Bissaka (78' Dalot), Maguire, Lindelöf, Shaw, Antony, Amrabat (58' Mainoo), McTominay, Fernandes, Garnacho (78' Pellistri), Højlund (58' Martial)          |
| 29 listopada 2023, 18:45 Rams Park 51 733 widzów       | 29' Hakim Ziyech 62' Hakim Ziyech 71' Kerem Aktürkoğlu                                    |                    | Alejandro Garnacho 11' Bruno Fernandes 18' Scott McTominay 55'  | Onana, Wan-Bissaka (78' Dalot), Maguire, Lindelöf, Shaw, Antony, Amrabat (58' Mainoo), McTominay, Fernandes, Garnacho (78' Pellistri), Højlund (58' Martial)          |
| 12 grudnia 2023, 21:00 Old Trafford 73 073 widzów      | Manchester United                                                                         | 0 – 1              | Bayern Monachium                                                | Onana, Dalot, Varane (82' Mainoo), Maguire (40' Evans), Shaw (46' Wan-Bissaka), McTominay, Amrabat, Antony (75' Pellistri), Fernandes, Garnacho (75' Mejbri), Højlund |
| 12 grudnia 2023, 21:00 Old Trafford 73 073 widzów      |                                                                                           | Kingsley Coman 71' |                                                                 | Onana, Dalot, Varane (82' Mainoo), Maguire (40' Evans), Shaw (46' Wan-Bissaka), McTominay, Amrabat, Antony (75' Pellistri), Fernandes, Garnacho (75' Mejbri), Højlund |

| Lp. | Drużyna              | M | Z | R | P | B+ | B- | +/– | Pkt | Kwalifikacja  |
| --- | -------------------- | - | - | - | - | -- | -- | --- | --- | ------------- |
| 1   | Bayern Monachium (A) | 6 | 5 | 1 | 0 | 12 | 6  | +6  | 16  | 1/8 finału LM |
| 2   | FC Kopenhaga (A)     | 6 | 2 | 2 | 2 | 8  | 8  | 0   | 8   | 1/8 finału LM |
| 3   | Galatasaray (T)      | 6 | 1 | 2 | 3 | 10 | 13 | −3  | 5   | Play-offy LE  |
| 4   | Manchester United    | 6 | 1 | 1 | 4 | 12 | 15 | −3  | 4   |               |

## Transfery
Przyszli
| Data       | Piłkarz        | Pozycja   | Klub           |
| ---------- | -------------- | --------- | -------------- |
| 05/07/2023 | Mason Mount    | Pomocnik  | Chelsea        |
| 18/07/2023 | Jonny Evans    | Obrońca   | Wolny agent    |
| 20/07/2023 | André Onana    | Bramkarz  | Inter Mediolan |
| 05/08/2023 | Rasmus Højlund | Napastnik | Atalanta BC    |
| 01/09/2023 | Altay Bayındır | Bramkarz  | Fenerbahçe SK  |

Odeszli
| Data       | Piłkarz        | Pozycja   | Klub              |
| ---------- | -------------- | --------- | ----------------- |
| 01/07/2023 | Phil Jones     | Obrońca   | Wolny agent       |
| 01/07/2023 | Axel Tuanzebe  | Obrońca   | Wolny agent       |
| 01/07/2023 | David de Gea   | Bramkarz  | Wolny agent       |
| 01/07/2023 | Zidane Iqbal   | Pomocnik  | FC Utrecht        |
| 23/07/2023 | Alex Telles    | Obrońca   | Al-Nassr          |
| 25/07/2023 | Anthony Elanga | Napastnik | Nottingham Forest |
| 02/08/2023 | Nathan Bishop  | Bramkarz  | Sunderland        |
| 12/08/2023 | Fred           | Pomocnik  | Fenerbahçe SK     |
| 31/08/2023 | Dean Henderson | Bramkarz  | Crystal Palace    |
| 01/09/2023 | Teden Mengi    | Obrońca   | Luton Town        |
| 05/09/2023 | Eric Bailly    | Obrońca   | Wolny agent       |